# Jak powstaje manga?
Jak powstaje manga? – japoński cykl pond 40 podręczników poświęconych nauce rysowania mangi wydawanych od 1999 r. Trzynaście pozycji z tej serii zostało wydanych w Polsce przez wydawnictwo Waneko w latach 2001–2007.

## Spis wydanych książek
| Numer tomu | Tytuł                             | Data wydania | ISBN                   |
| ---------- | --------------------------------- | ------------ | ---------------------- |
| 1          | Początki                          | 2001         | ISBN 83-88272-09-8     |
| 2          | Postacie bohaterów                | 2001         | ISBN 83-88272-12-8     |
| 3          | Łączenie technik                  | 2002         | ISBN 83-88272-09-8     |
| 4          | Zastosowanie technik w praktyce   | 2002         | ISBN 83-88272-13-6     |
| 5          | Techniki rysowania postaci kobiet | 2002         | ISBN 83-88272-14-4     |
| 6          | Wielkie roboty                    | 2002         | ISBN 83-88272-38-1     |
| 7          | Mangowe ślicznotki                | 2002         | ISBN 83-88272-39-X     |
| 8          | Anatomia                          | 2003         | ISBN 83-88272-42-X     |
| 9          | Sceny walki                       | 2003         | ISBN 83-88272-43-8     |
| 10         | Faceci w mandze                   | 2003         | ISBN 83-88272-68-3     |
| 11         | Świat magii i horroru             | 2004         | ISBN 83-88272-99-3     |
| 12         | Pary w mandze                     | 2006         | ISBN 83-89893-72-X     |
| 13         | Wielka encyklopedia strojów       | 2007         | ISBN 978-83-61023-05-0 |

## Znaczenie
Serii przypisuje się „standaryzację stylu mangi” i popularyzację charakterystycznych cech tego rodzaju sztuki, takich jak „wielkie oczy bohaterów shōjo” czy „kobiecy wygląd bishōnenów”. Seria odniosła sukces na wielu rynkach i pokazuje globalny sukces mangi – nie tylko sam produkt odnosi sukcesy, ale nawet książki o procesie jego tworzenia są bardzo popularne.